# Astronomia de carrer

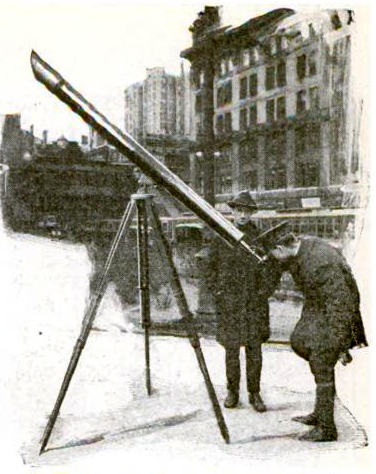
Un «astrònom de cantonada» a Nova York el 1921.

L'astronomia de carrer (anomenada de l'anglès: Sidewalk o Street Corner Astronomy) es refereix a l'activitat de l'ús d'un telescopi en una àrea urbana en base lucrativa o no, com un entreteniment i/o per a l'educació pública.

## Descripció
Entre els exemples de la gent que configura telescopis als carrers públics per a l'observació astronòmica van començár fins ben entrat el segle xix i potser més encara. Els astrònoms de carrer i els seus telescopis han estat comuns en la majoria de les grans ciutats. Hi ha molts exemples en el passat com Frank Manning a Nova Orleans, Louisiana a principis de la dècada de 1930 i el Sr. Grosser a Los Angeles en la dècada 1870, qui no només posar un telescopi, sinó també un microscopi il·luminat. Alguns fan pagar al públic per veure els objectes astronòmics a través del seu telescopi, però altres astrònoms permeten a la gent veure de franc. En anys més recents, l'astronomia de carrer ha arribat a ser més associat amb individus o grups altruistes oferint la visió del cel nocturn com a servei educatiu públic gratuït.
Com que les astrònoms de carrer tendeixen a estar en zones contaminades lumínicament, els astrònoms de carrer sovint coordinen les seves activitats en moments en què els objectes celestes són més brillants, com els planetes, la Lluna, i les estrelles més brillants de manera visible. Durant el dia, l'astronomia de carrer sovint inclou l'ús de filtres solars en el telescopi per permetre al públic veure el Sol. Els telescopis són sovint més grans que una telescopi estàndard disponible en una "botiga de telescopis", a vegades molt grans.

## Activitats astronòmics amateurs

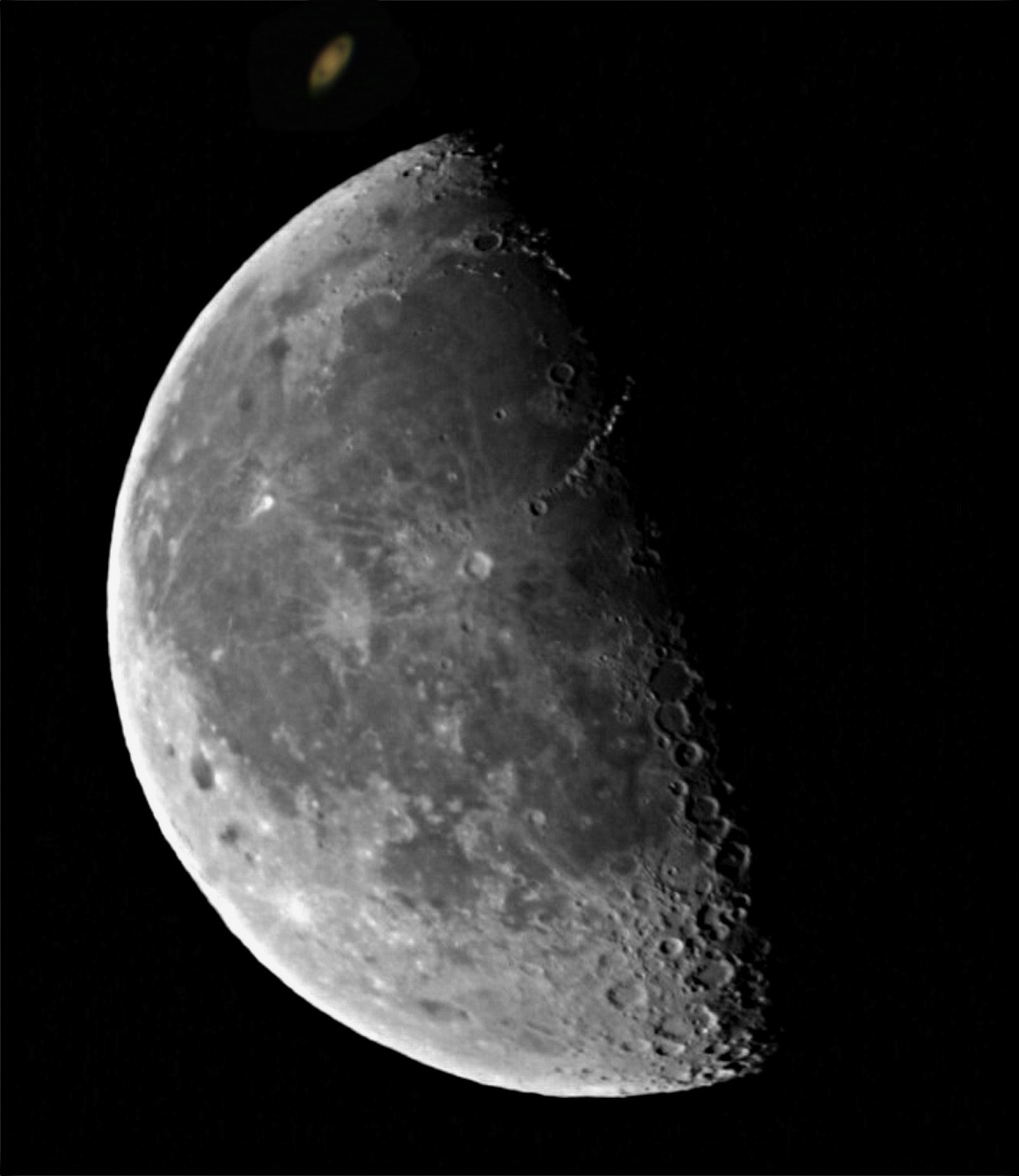
La Lluna i Saturn - típics objectius de visió per l'astronomia de carrer

Amb l'aparició i el creixement de grups d'astronomia amateur organitzats, l'astronomia de carrer ha arribat a ser associada amb l'educació pública sobre l'astronomia a través de visualització pública gratuïta per a qualsevol persona que vulgui mirar a través del telescopi. Això implica generalment un individu o grups d'astrònoms aficionats amb telescopis de mida petita i mitjana. Les organitzacions com el San Francisco Sidewalk Astronomers, creat per John Dobson, s'organitzen al voltant de la idea d'educar la gent sobre l'univers on viuen, fent-los veure a través de telescopis. Dobson fins i tot va promocionar el disseny d'un gran telescopi reflector de baix cost que va nomenar "Sidewalk Telescope", més conegut com el Telescopi Dobson.

### Per a més informació
- Smithsonian article Arxivat 2012-09-26 a Wayback Machine.
- Space article